# Villa Flor (Piura)
Villa Flor es una localidad peruana ubicada en el distrito de San Miguel de El Faique, perteneciente a la provincia de Huancabamba del departamento de Piura, al norte del Perú. 

## Ubicación
Villa Flor se ubica al oeste de la provincia de Huancabamba, en el distrito de San Miguel de El Faique, en el departamento de Piura.

## Demografía
En 2017 Villa Flor tenía una población de 30 habitantes.
| Gráfica de evolución demográfica de Villa Flor entre 1993 y 2017 |
|                                                                  |
| Fuentes: Población 1993 y 2017                                   |